# 950 a.C.
Il 950 a.C. (CML a.C. in numeri romani) è un anno  del X secolo a.C.

## Eventi
- Inizio del calendario berbero.
- I fenici sbarcano a Gibilterra.